# Sistan i Beludżystan
Sistan i Beludżystan (pers. ‏‏استان سیستان و بلوچستان‎) – ostan w południowo-wschodnim Iranie, nad Zatoką Omańską. Stolicą jest Zahedan. Inne miasta to m.in. Zaboli.
- powierzchnia: 181 785,3 km²
- ludność: 2 534 327 (spis 2011)